# Wilhelm Gericke
Wilhelm Gericke (Schwanberg, 18 maggio 1845 – Vienna, 27 ottobre 1925) è stato un direttore d'orchestra austriaco.

## Biografia
Nacque in Austria e iniziò gli studi musicali al conservatorio di Vienna studiando pianoforte, composizione e direzione d'orchestra. Dopo un breve periodo di lavoro nella capitale austriaca, si trasferì a Linz come direttore d'orchestra nel locale teatro d'opera. Tornò quindi a Vienna dove diresse la prima esecuzione del Tannhäuser di Richard Wagner. Si trasferì poi negli Stati Uniti dove ebbe l'incarico di primo direttore della Boston Symphony Orchestra dal 1884 al 1889 e dal 1898 al 1906. Si trasferì quindi in Europa, dove morì nel 1925.